# Uemura (Klan)

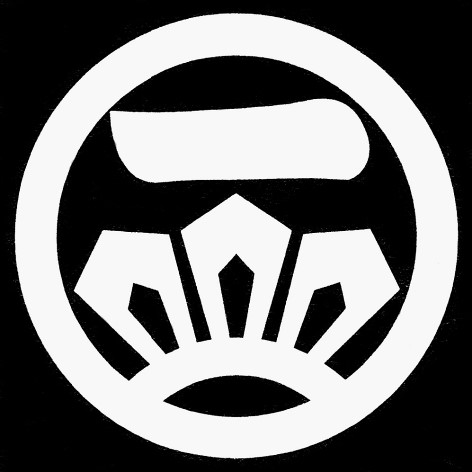
Wappen der Uemura (Eingeschriebene Ballonblume der Uemura)

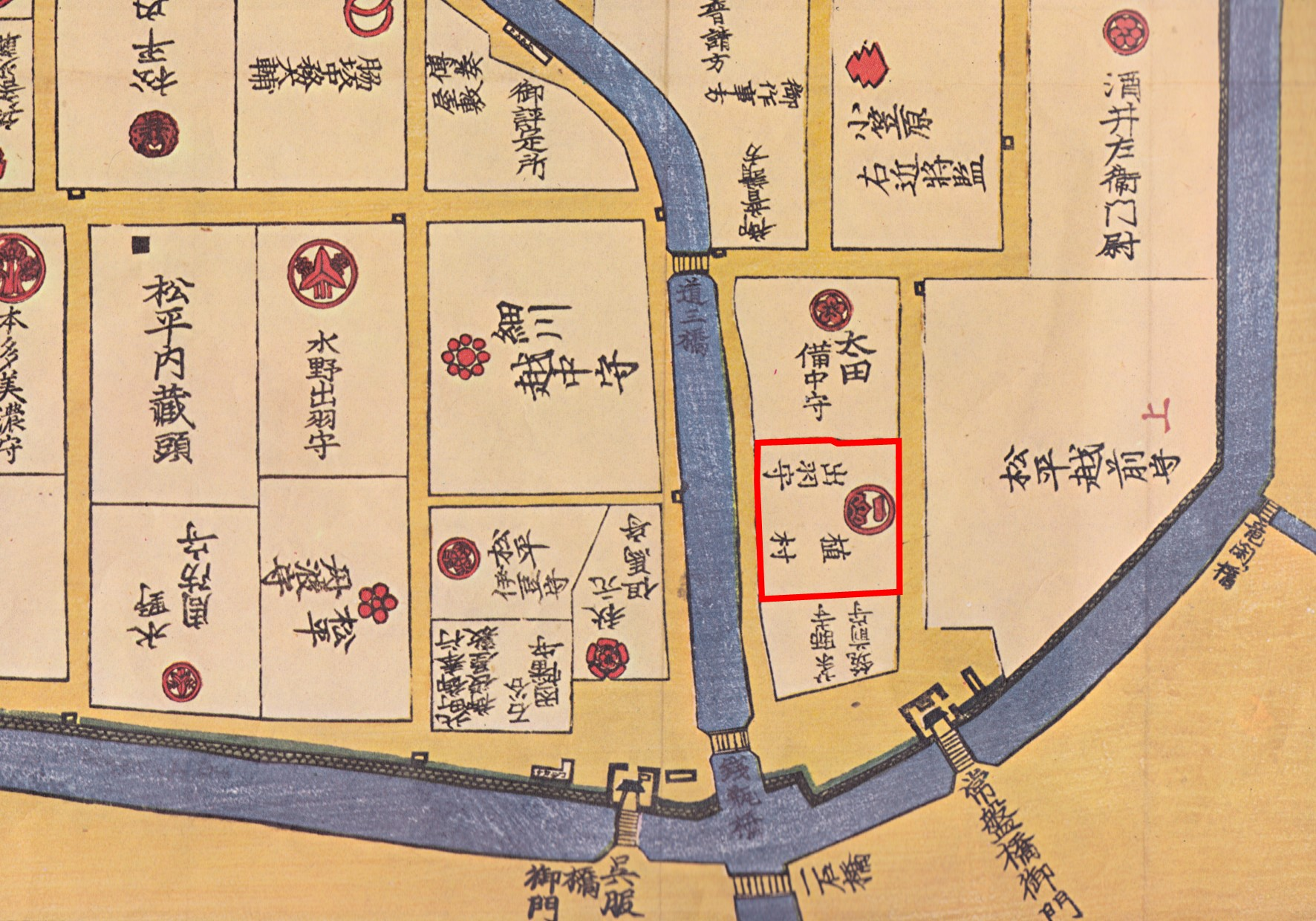
Residenz Uemura in Edo

Die Uemura (japanisch 植村氏, Uemura-shi) waren eine Familie des japanischen Schwertadels (Buke), die sich von Minamoto no Yoshikuni (源 義国, 1082–1155) und damit von den Seiwa-Genji ableitete. Mit einem Einkommen von 25.000 Koku gehörten die in Takatori (Präfektur Nara) residierenden Uemura zu den kleineren Fudai-Daimyō der Edo-Zeit.
Die Familie entstammt dem Toki-Klan aus der Provinz Mino ab und war später im Dorf Uemura in der Provinz Tōtōmi ansässig.

## Genealogie
- Iemasa (家政; 1589–1650) war der Erste der Familie, der zum Daimyō aufstieg. Er und seine Nachkommen residierten in Takatori[A 1] (Yamato) mit einem Einkommen von 25.000 Koku. Der letzte Daimyō war
- Iemori (家保; 1837–1896) mit dem Titel Dewa no kami. Nach 1868 Vizegraf.